# IC 1800
IC 1800 — галактика типу *2 (подвійна зірка) у сузір'ї Трикутник.
Цей об'єкт міститься в оригінальній редакції індексного каталогу.